# Bildproducent

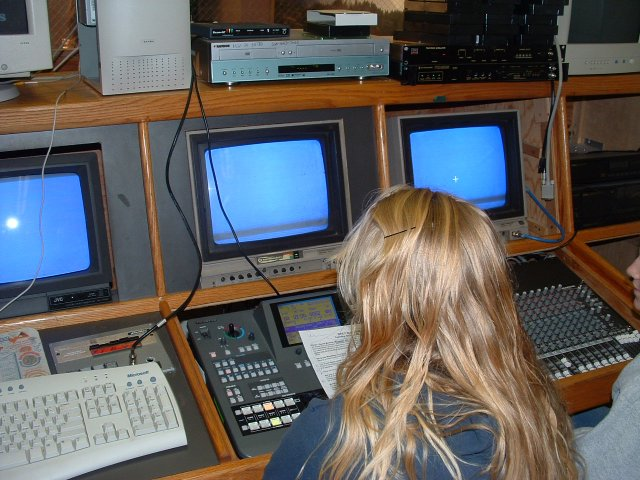
På monitorerna kan bildproducenten se alla kameror, och genom mixen välja den kamera som ska gå ut i sändning.

En bildproducent är en person som samarbetar med TV-fotografer och redaktioner för att framställa såväl stillbilder som rörlig bild vid TV-produktion. 
En bildproducents huvuduppgift är att bestämma när övergången mellan olika kameror eller andra bildkällor i en TV-sändning ska ske. Bildproducentens vanligaste plats i kontrollrummet är bredvid mixeroperatören tillsammans med scriptan, där hen enkelt kan beordra operatören att utföra kamerabyten. Bildproducenten har ofta kontakt med alla involverade kameramän, för att kunna tala om vad hen vill ha för bilder. På samma sätt finns en kommunikation mellan bildproducent och en studioman, vars uppdrag bland annat är att fungera som bildproducentens förlängda arm genom att förmedla till programledare och gäster när kamerabyten sker. 
Skillnaden mellan en TV-producent och en bildproducent är att den förstnämnda till största delen bara ansvarar för innehållet och budgeten för en produktion, medan en bildproducent bara fokuserar på programmets konstnärliga utformning. Vid mindre TV-produktioner kan dessa två uppdrag dock utföras av en och samma person.
Exempel på svenska bildproducenter är bland andra Sven Stojanovic, Kajsa Rehnman, Matz Arnström, Magnus Lindh, Helene Åberg, Daniel Jelinek och Mikael Olander.